# 項匡
項匡（1466年—？），字直卿，浙江台州府臨海縣人，民籍，明朝政治人物。

## 生平
弘治五年（1492年）壬子科浙江鄉試第五十五名舉人。弘治十五年（1502年）中式壬戌科會試第二百六十三名，三甲第二名進士。

## 家族
曾祖項德中；祖父項彥遠；父項文達，母李氏；繼母張氏。具庆下。